# Anisothecium brachydontium
Anisothecium brachydontium är en bladmossart som beskrevs av H. Crum och Steere 1956. Anisothecium brachydontium ingår i släktet Anisothecium och familjen Dicranaceae. Inga underarter finns listade i Catalogue of Life.